# Тітоталізм
Тітоталізм — це практика або сприяння повному особистому утриманню від алкогольних напоїв. Людина, яка практикує тітоталізм, називається тітотейлером (або непитущою).
Вперше рух тітоталізму розпочався в Престоні, Англія, на початку XIX століття. Престонське Товариство Стриманості було засноване в 1833 р. Джозефом Лівсі, який мав стати лідером руху за стриманість і є автором книги «Обіцянка»: «Ми погоджуємось утримуватися від усіх алкогольних напоїв, що п'янять, як-от ель, портер, вино чи гарячі алкогольні напої, за винятком ліків».
На сьогодні існує ряд організацій поміркованості, які пропагують тітоталізм як чесноту.